# Galanomma
Galanomma is een geslacht van hooiwagens uit de familie Zalmoxioidae.
De wetenschappelijke naam Galanomma is voor het eerst geldig gepubliceerd door Juberthie in 1970. 

## Soorten
Galanomma is monotypisch en omvat slechts de volgende soort:
- Galanomma microphthalma